# Perloma longistyli
Perloma longistyli – rodzaj pluskwiaków z podrzędu fulgorokształtnych i rodziny Kinnaridae.
Gatunek ten opisany został przez Michaela R. Wilsona w 2010 roku na podstawie 5 okazów samców.
Pluskwiak o brązowym, grzbietobrzusznie spłaszczonym ciele długości do 4-5 mm. Głowa mała, o zwężonym ku przodowi ciemieniu. Samiec ma walcowaty, krótki edeagus z zakrzywionym wyrostkiem u góry oraz bardzo długie, cienkie i zakrzywione paramery, dłuższe niż u pozostałych przedstawicieli rodzaju.
Gatunek znany tylko z Zjednoczonych Emiratów Arabskich.